# Dinah Kohnerová
Dinah Kohnerová, bez přechýlení Dinah Kohner (23. března 1936 Most – 12. září 1964 Kingston, Jamajka) byla česká a britská lékařka židovského původu narozená v Československu. 

## Životopis
Narodila se v Mostě do židovské rodiny právníka a absolventa Karlovy Univerzity JUDr. Franze Josefa Kohnera a jeho ženy Edith Kohnerové, rozené Geduldiger. Rodina v roce 1938 emigrovala před německou hrozbou do Spojeného království a usadila se v Belfastu v Severním Irsku.
Základní vzdělání získala na Princess Gardens School, středoškolské na Richmond Lodge School. Poté vystudovala medicínu na Queen’s University Belfast, kde v roce 1959 odpromovala. Během studií se věnovala také sportu, byla členkou horolezeckého klubu a za Irsko také členkou mezinárodního lakrosového týmu.
Po promoci pracovala v Royal Maternity Hospital v Belfastu, kde se natolik osvědčila, že jí Rotary Klub udělil stipendium na Lékařské fakultě Harvardu v Bostonu. Zde působila v dětské nemocnici, kde se věnovala výzkumu leukemie a cystické fibrózy.
Po návratu do Británie pracovala na dětském oddělení Whittington Hospital v Londýně. Když se pak spolu s ředitelem projektu HOPE („Health Opportunities for People Everywhere“) objevila ve stejném televizním programu ve Washingtonu, rozhodla se do něj aktivně zapojit.
Přidala se k posádce nemocniční lodi Hope a vydala se do Ekvádoru, kde poskytovala potřebnou lékařskou péči a měla bojovat s vysokou mírou dětské úmrtnosti a nemocnosti šířením osvěty ohledně hygieny a správné výživy. Pro další šíření osvěty se jí podařilo získat asi 300 dobrovolníků (od vysokoškolských studentů z USA po místní obyvatelstvo), a její projekt se tak stal velmi úspěšným. Dinah se po návratu z mise proto měla vydat i na další cestu, a to do západní Afriky.
Pár dní před odjezdem z Ekvádoru svolala Dinah další lékaře a zdravotní sestry k výpravě do džungle na druhé straně And, kam se dopravili letecky. Po návštěvě několika misijních nemocnic však letadlo s výpravou havarovalo. Dinah Kohnerová utrpěla řadu zranění, včetně subdurálního hematomu. Na místo dorazili lékaři z Kingstonu, kteří mladou lékařku operovali, poté ji převezli do hlavního města Jamajky, kde však nakonec svým mnohočetným zraněním podlehla.